# Bolo (futebolista)
Jon Andoni Pérez Alonso, mais conhecido como Bolo[carece de fontes?] (Bilbau, 5 de março de 1974), é um ex-futebolista espanhol que atuava como atacante.

## Artilharias
Rayo Vallecano
- Copa da UEFA: 2000–01 (ao lado de Dimitar Berbatov)